# St. Pankratius (Oldenswort)

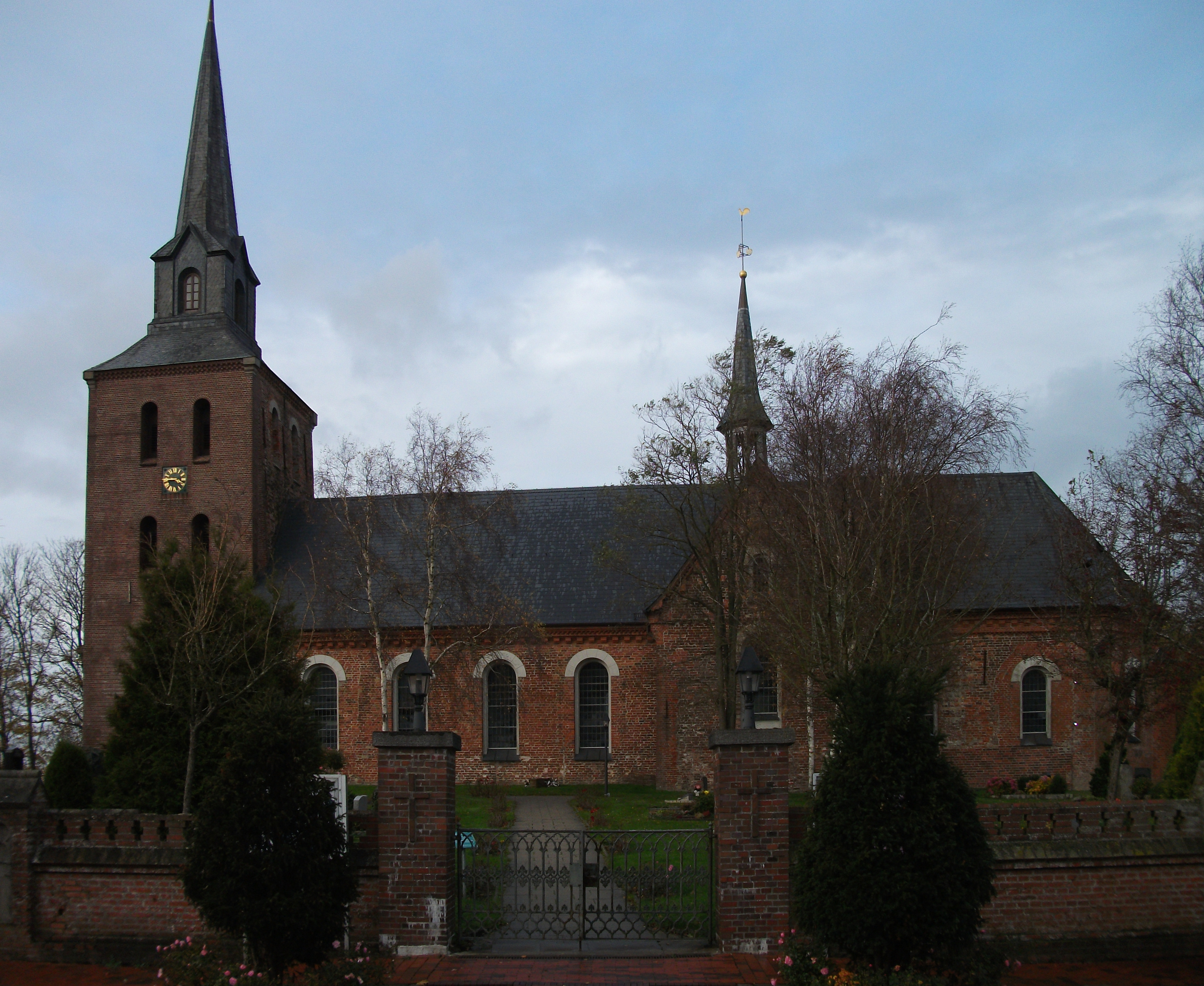
St. Pankratius in Oldenswort

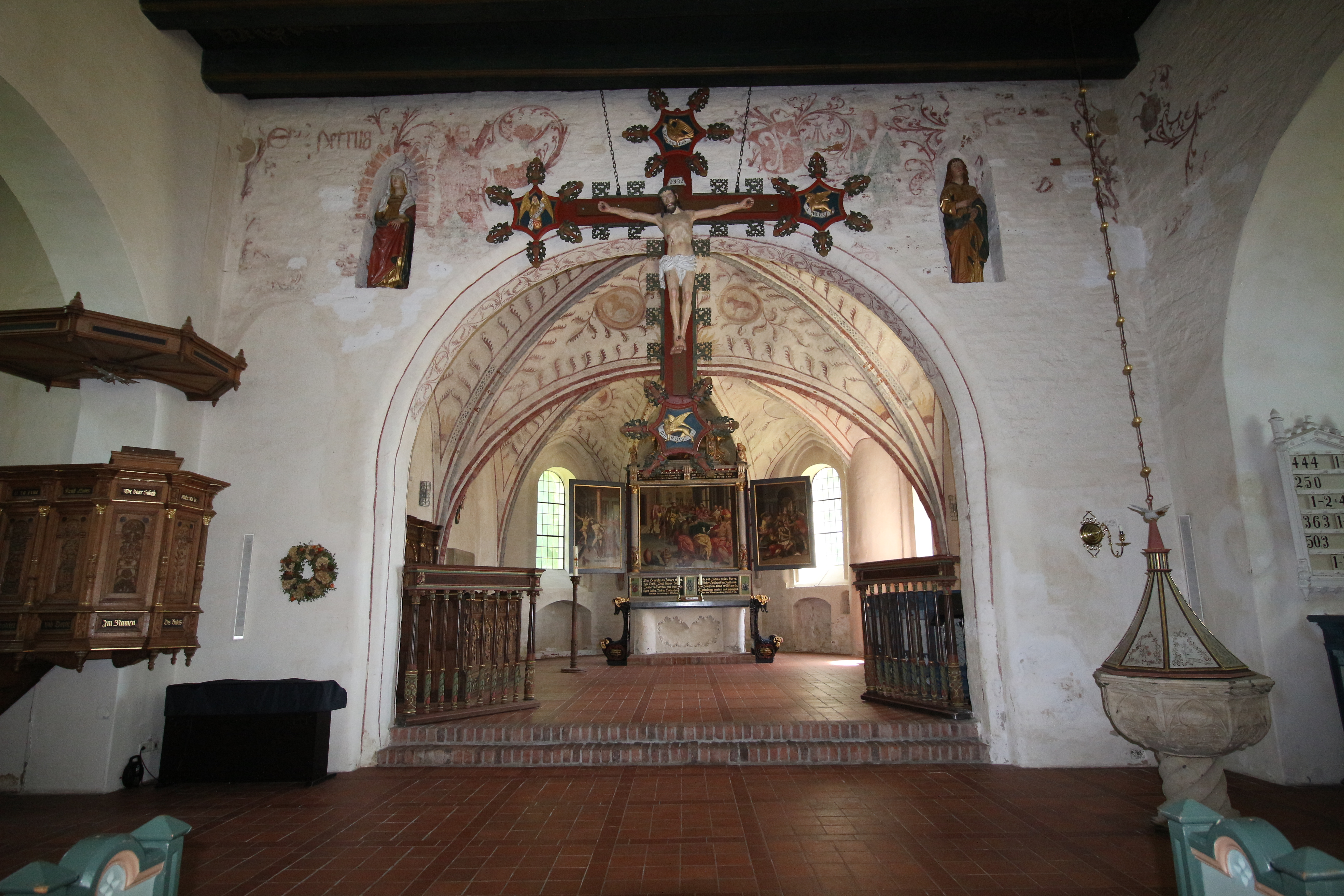
Altarraum

Die Kirche St. Pankratius ist ein geschütztes Kulturdenkmal mit der Objekt-ID 2308 im Denkmalschutzgesetz in Oldenswort, einer Gemeinde im Kreis Nordfriesland in Schleswig-Holstein. Die Kirchengemeinde gehört zum Kirchenkreis Nordfriesland der Evangelisch-Lutherischen Kirche in Norddeutschland.

## Geschichte
Die erste Kirche des Ortes war eine hölzerne Kapelle, die vermutlich zu Beginn des 13. Jahrhunderts auf einer Warft südlich von Hoyerswort errichtet wurde. Über diese frühe Kirche berichtet die Eiderstedter Chronik aus dem 16. Jahrhundert, dass sie 1252 vom dänischen König Abel während seines Feldzugs gegen die Friesen niedergebrannt worden sei. Bis in die 1960er Jahre waren noch die steinernen Schwellen sichtbar, die zu dieser Kapelle hinaufführten. Im Zuge der Flurbereinigung wurden diese abgetragen und dienen heute auf benachbarten Weiden als Scheuerpfähle.
Um 1245 begann der Bau der heutigen St.-Pankratius-Kirche am jetzigen Standort. Das ursprüngliche Kirchenschiff, dessen Grundform noch aus der romanischen Epoche stammt, wurde aus Backstein und rheinischem Tuff errichtet. In dieser frühen Phase befand sich der Altar in einer Apsis hinter dem heutigen Chorbogen. Die Kirche hatte damals nur kleine, hochgelegene Fenster, ähnlich denen, die noch heute in der Nordwand zu sehen sind. Der Innenraum war zu dieser Zeit ohne festes Gestühl und die Wände vermutlich mit Wandmalereien verziert. Ein umfassender Umbau und eine bedeutende Erweiterung der Kirche erfolgten um 1465. In dieser spätgotischen Phase wurde das Gebäude nach Norden, Süden und Westen erweitert und der große gotische Chorraum angefügt. Aus dieser Zeit stammt auch das Christophorus-Gemälde an der Nordwand sowie die Malereien über dem Chorbogen. Die Vollendung der heutigen Kirchenanlage erfolgte durch zwei wichtige Ergänzungen Ende des 15. Jahrhunderts: 1485 wurde der markante Westturm errichtet, dessen heutige Helmgestaltung allerdings aus dem 19. Jahrhundert stammt. Drei Jahre später, 1488, kam der Dachreiter hinzu. Eine bedeutende künstlerische Ergänzung war die 1491 von Lütje Möller aus Schleswig gefertigte Triumphkreuzgruppe.
In den folgenden Jahrhunderten erfuhr die Kirche zahlreiche Umbauten, Renovierungen und Modernisierungen. Besonders erwähnenswert ist die Erneuerung im neuromanischen Stil, die zwischen 1860 und 1863 stattfand. Im 20. Jahrhundert fanden weitere umfassende Renovierungen statt, insbesondere in den Jahren 1985 und 1992. Die jüngste umfangreiche Sanierung begann im Frühjahr 2022 im Rahmen des Sanierungsprogramms der Eiderstedter Kirchen. Diese Arbeiten umfassten die Sicherung des einsturzgefährdeten Chorgewölbes, die Erneuerung der Dacheindeckung, umfangreiche Sanierungen am Turm und an der Fassade sowie die Restaurierung von Fenstern und Innenausstattung. Nach Abschluss dieser aufwändigen Maßnahmen konnte die Kirche im Advent 2023 feierlich wieder eingeweiht werden.

## Architektur
Die Kreuzkirche basiert auf einer romanischen Saalkirche aus dem 13. Jahrhundert. Sie besitzt ein Langhaus, einen Chor mit Fünfachtelschluss im Osten und ein Querschiff. Über der Vierung erhebt sich ein offener Dachreiter. Der spätgotische Kirchturm im Westen wurde nach 1495 auf quadratischem Grundriss errichtet. 1860–63 erfolgte eine Erneuerung im neuromanischen Stil.

## Ausstattung
Die Kirche St. Pankratius beherbergt eine bemerkenswerte Sammlung historischer Ausstattungsstücke, die einen Zeitraum vom späten Mittelalter bis in die frühe Neuzeit umspannen. Der Innenraum des Langhauses ist mit einer Kassettendecke überspannt, die den Raum optisch strukturiert.

### Altar
Der Flügelaltar stammt aus dem Jahr 1592. Er wurde von Marten van Achten gemalt und von Caspar Hoyer, dem damaligen Staller (Amtmann) in Eiderstedt und Besitzer des im Kirchspiel liegenden Herrenhauses Hoyerswort, gestiftet. Die Gemälde des Altars zeigen mit dem letzten Abendmahl Jesu im Mittelbild und Szenen aus der Leidensgeschichte typische Motive der lutherischen Ikonographie. Der Altartisch selbst ist mit einer besonderen Darstellung verziert: Eine mit Ranken verzierte Abbildung des leeren Grabes symbolisiert die Auferstehung Christi.

### Triumphkreuzgruppe
Die Triumphkreuzgruppe aus dem Jahr 1491 wurde von Lütje Möller aus Schleswig geschaffen. Sie hängt zentral unter dem Chorbogen und ist, wie auch der Altartisch und die Gewölbebemalung, mit reicher Ornamentik verziert. Diese Verzierungen sollen auf die Auferstehung und das Paradies hinweisen.

### Taufe
Die steinerne Taufe stammt aus dem Jahr 1564 und weist Stilelemente sowohl der Gotik als auch der Renaissance auf. Der Taufdeckel ist im gotischen Stil gehalten.

### Kanzel
Die Kanzel wurde um 1570–1580 gefertigt und ist ein typisches Beispiel für die Kunstfertigkeit der späten Renaissance in Nordfriesland.

### Chorgestühl
Das Chorgestühl im Stil der Renaissance wurde 1589 von der Familie Ivers gestiftet. Es zeichnet sich durch feine Schnitzarbeiten aus und zeugt vom Wohlstand und der Frömmigkeit der Stifterfamilie.

### Epitaphien
Die Kirche beherbergt mehrere bemerkenswerte Epitaphien:
1. Das Epitaph der Familie Dirckes von 1595 zeigt eine Darstellung der Himmelfahrt. Im Vordergrund ist die Stifterfamilie in traditioneller Eiderstedter Tracht zu sehen.
2. Das Epitaph der Familie Poppens von 1610 stellt die Grablegung Christi dar und stammt aus der Werkstatt Ringerink.
3. Das Epitaph der Familie Schnel aus dem Jahr 1636 zeigt eine Darstellung der ehernen Schlange, ein biblisches Motiv aus dem Alten Testament, das allegorisch auf die heisgeschichtiche Bedeutung der Kreuzigung Jesu hinweist.[1][2][5]

### Wandmalerei
An der Nordwand befindet sich ein Fresko des Heiligen Christophorus, das 1992 freigelegt wurde. Es stammt vermutlich aus der Zeit des gotischen Umbaus um 1465 und ist ein seltenes Beispiel erhaltener mittelalterlicher Wandmalerei in der Region.

## Orgel

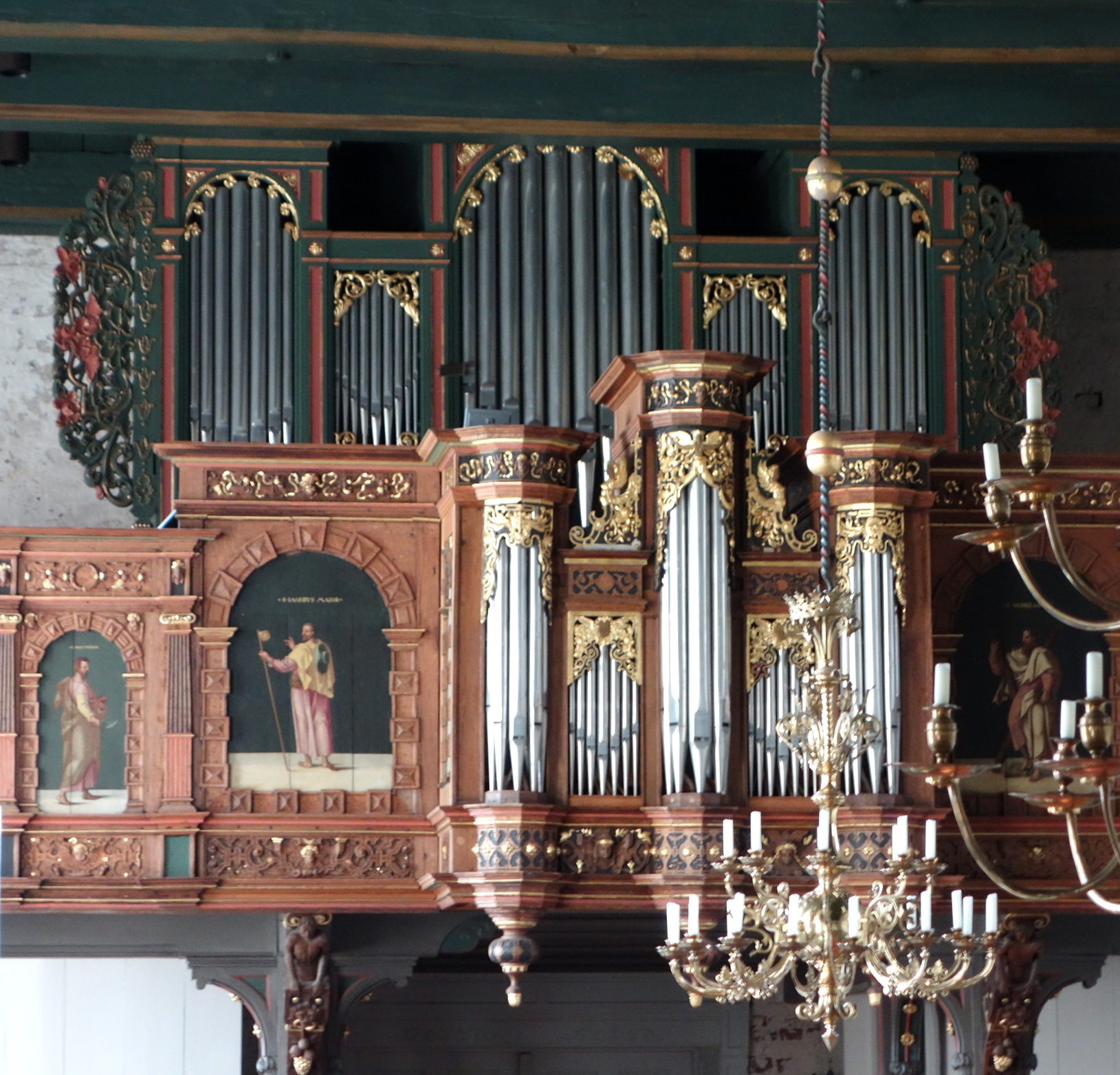
Orgel (2014)

Die erste Orgel der Kirche wurde im selben Jahr wie Garding bereits 1512 erbaut. Damals stand die Orgel im nördlichen Querschiff. Im Jahr 1592 wurde bereits ein neues Werk errichtet, welches auch ein neues Rückpositiv beinhaltete, dessen Gehäuse bis heute erhalten ist. Im Jahr 1638 wurde die Orgel durch die Orgelbauer Conrad und Ernst Topf aus Husum renoviert und ergänzt. 1655 hat Tobias Brunner die Orgel umgebaut. Durch dessen Sohn Johann Friedrich Brunner folgt im Jahr 1678 eine große Reparatur. In den Jahren 1754 und 1755 wird die Orgel erneut umgebaut. Die Arbeiten werden von Johann Hinrich Klapmeyer aus Glückstadt ausgeführt. Unter Verwendung ältere Teile folgt im Jahr 1864 ein Neubau durch Johann Hinrich Färber aus Tönning, wobei die Orgel romantische Einflüsse erhält. Das heutige Orgelwerk wurde im Jahr 1971 ebenfalls unter Verwendung alter Teile durch Klaus Becker aus Kupfermühle errichtet. Heute besitzt die mechanische Schleifladenorgel 24 Register auf zwei Manualen und Pedal.
| I Hauptwerk C–g3 |       |
| Bordun           | 16′   |
| Prinzipal        | 8′    |
| Spitzflöte       | 8′    |
| Oktave           | 4′    |
| Rohrflöte        | 4′    |
| Quinte           | 2 ⁄3′ |
| Oktave           | 2′    |
| Mixtur IIII      |       |
| Trompete         | 8′    |

| II Rückpositiv C–g3 |       |
| Gedackt             | 8′    |
| Quintade            | 8′    |
| Prinzipal           | 4′    |
| Gedackt             | 4′    |
| Oktave              | 2′    |
| Sifflöte            | 1 ⁄3′ |
| Sesquialter II      |       |
| Scharff III         |       |
| Regal               | 8′    |

| Pedal C–f1    |     |
| Subbaß        | 16′ |
| Prinzipal     | 8′  |
| Gedackt       | 8′  |
| Octave        | 4′  |
| Hintersatz IV |     |
| Posaune       | 16′ |

- Koppeln: II/I, II/P, I/P

## Glocken
Die St. Pankratius Kirche besitzt ein Geläut aus vier Glocken, welches sich in einem Glockenstuhl im 1495 errichteten Turm befindet. Zusätzlich befindet sich im Dachreiter der Kirche noch eine Vater-unser-Glocke und im Vorraum der Kirche steht eine Alte Glocke, welche dem Stundenschlag diente.
| Nr. | Name                 | Gussjahr | Relief                                   | Material | Gewicht (kg) | Schlagton | Inschrift |
| --- | -------------------- | -------- | ---------------------------------------- | -------- | ------------ | --------- | --- |
| 1   | Christusglocke       | 1983     | Kruzifix                                 | Bronze   | 1700         | c         | Wir glauben durch die Gnade des Herrn Jesu Christi selig zu werden, gleicherweise wie auch unsere Väter – Ehre seit Gott in der Höhe |
| 2   | Marienglocke         | 1465     | Christus am Kreuz mit Maria und Johannes | Bronze   | 1250         | e         | Maria bin ik gheheten, dat Kerspel to aldenswort, let mi gheten.                                                                     |
| 3   | St. Pankratiusglocke | 1969     | Pankratius                               | Bronze   | 750          | g         | Sei getreu bis in den Tod, so will ich dir die Krone des Lebens geben                                                                |
| 4   | St. Ansgarglocke     | 1969     | Ansgar                                   | Bronze   | 535          | a         | Ergreifet den Schild des Glaubens, nehmet den Helm des Heiles und das Schwert des Geistes                                            |

## Kirchengemeinde
Die Kirchengemeinde St. Pankratius gehört zum Kirchenkreis Nordfriesland der Evangelisch-Lutherischen Kirche in Norddeutschland. Die Kirche ist ganzjährig täglich von 9 Uhr bis zum Einbruch der Dunkelheit geöffnet.